# قطعنامه ۴۲۴ شورای امنیت
قطعنامه ۴۲۴ شورای امنیت سازمان ملل متحد که در تاریخ ۱۷ مارس ۱۹۷۸ تصویب شد، سندی بین‌المللی دربارهٔ رودزیای جنوبی-زیمبابوه است. این قطعنامه طی نشست ۲٬۰۷۰ام با ۱۵ موافق، ۰ مخالف و ۰ ممتنع تصویب شد.